# Eleccions legislatives de Polinèsia Francesa de 2004
Les eleccions legislatives de Polinèsia Francesa de 2004 es van dur a terme a la Polinèsia Francesa el 2004 per a renovar els membres de l'Assemblea de la Polinèsia Francesa. La primera volta es va dur a terme el 23 de maig de 2004. La coalició independentista dirigida per Oscar Temaru fou el grup més votat, però fou elegit president el conservador Gaston Flosse. Es va obrir un període d'inestabilitat política. El 13 de febrer de 2005 se celebraren eleccions parcials a Illes del Vent i el resultat final fou de 30 escons per als independentistes i 27 per als no independentises.

## Resultats
Resultat de les eleccions legislatives a l'Assemblea de la Polinèsia Francesa de 23 de maig de 2004 i 13 de febrer de 2005 
| Aliances i partits | Vots | %    | Escons |
| --- | ---- | ---- | ------ |
| Tahoera'a Huiraatira (Reagrupament Popular) |      | 45,2 | 27     |
| Unió per la Democràcia (Union pour la Démocratie) - Tavini Huiraatira - Ai'a Api - Here Ai'a - Tapura Amui No Te Faatereraa Manahune - Tuhaa Pae - Tapura Amui No Raromatai |      | 49,1 | 28     |
| Aliança per una Democràcia Nova - Fetia Api (Nouvelle Etoil) - No Oe E Te Nunaa                                                                                             |      |      | 2      |
| Total (participació 78,3%) |      |      | 57     |
| Font: Rulers. La segona volta es va realitzar el 13 de febrer de 2005 a Tahití i Moorea després que fos invalidada (37 de 57 escons).                                       |      |      |        |